# Josef Reithofer
Josef Reithofer, de son vrai nom Josef Kießlich (né le 15 octobre 1883 à Vienne, mort le 11 novembre 1950 à Berlin-Ouest) est un acteur autrichien.

## Biographie
Il prend des cours de théâtre auprès de Willy Benthin et a son premier engagement à l'été 1905 au Flora-Theater de Cologne. Il est ensuite à Colmar, Flensbourg et Ratisbonne.
Kiesslich vient au Münchner Volkstheater en 1910 puis est rapidement sur les scènes de Berlin. En 1917, il a son premier rôle au cinéma à Vienne et prend le nom de Josef Reithofer. Depuis 1919 dans le cinéma allemand, il incarne un grand nombre de personnages secondaires pendant des décennies.

## Filmographie
- 1917 : Im Banne der Pflicht
- 1918 : Die Geisel der Menschheit
- 1918 : Peter Karvan
- 1918 : Die Macht des Anderen
- 1918 : Frauenehre
- 1918 : Gregor Marold
- 1918 : Der Sonnwendhof
- 1919 : Ohne Zeugen
- 1919 : Alte Zeit, neue Zeit
- 1919 : Die lichtscheue Dame
- 1920 : Die Schlange mit dem Mädchenkopf
- 1920 : Der verarmte Edelmann
- 1920 : Der Schuß aus dem Fenster
- 1920 : Die Prinzessin vom Nil
- 1920 : Die Strahlen des Todes
- 1920 : Dämon der Welt
- 1920 : Gegen den Strom
- 1920 : Die Erlebnisse der berühmten Tänzerin Fanny Elßler
- 1920 : Die Sklavenhalter von Kansas-City
- 1920 : Die Maske des Todes
- 1920 : Das Kussverbot
- 1920 : Der Schädel der Pharaonentochter
- 1920 : Die Tänzerin von Tanagra
- 1921 : Opfer der Liebe
- 1921 : Durch Liebe erlöst
- 1921 : Aus dem Schwarzbuch eines Polizeikommissars
- 1922 : Die Frau mit den zehn Masken
- 1922 : Turfpiraten
- 1923 : Maud, die große Sensation
- 1923 : Das fränkische Lied
- 1924 : Gentleman auf Zeit
- 1926 : Hermanns Erzählungen
- 1930 : Ludwig der Zweite, König von Bayern
- 1930 : Dreyfus
- 1932 : Thea, femme moderne
- 1933 : Kaiserwalzer
- 1933 : Schüsse an der Grenze
- 1934 : Wenn ich König wär
- 1934 : Pechmarie
- 1934 : Der junge Baron Neuhaus
- 1934 : Spiel mit dem Feuer
- 1934 : Herr Kobin geht auf Abenteuer
- 1934 : Abschiedswalzer
- 1934 : Jungfrau gegen Mönch
- 1934 : Die Liebe siegt
- 1934 : Die beiden Seehunde
- 1934 : Warum so aufgeregt?
- 1935 : Valses sur la neva
- 1935 : Warum lügt Fräulein Käthe?
- 1935 : Winternachtstraum
- 1935 : Blutsbrüder
- 1935 : Lärm um Weidemann
- 1935 : Das Einmaleins der Liebe
- 1935 : Leichte Kavallerie
- 1935 : Ich war Jack Mortimer
- 1935 : Liebesleute
- 1935 : April, April!
- 1935 : Die selige Exzellenz
- 1935 : Der junge Graf
- 1935 : Liebeslied
- 1935 : Verlieb Dich nicht am Bodensee
- 1935 : Sie oder Sie
- 1936 : Michel Strogoff
- 1936 : Der geheimnisvolle Mister X
- 1936 : Waldwinter
- 1936 : L'Empereur de Californie
- 1936 : Männer vor der Ehe
- 1936 : Schabernack
- 1936 : Die lange Grete
- 1936 : Geheimnis eines alten Hauses
- 1936 : Die Leute mit dem Sonnenstich
- 1936 : Kinderarzt Dr. Engel
- 1936 : Knigge und wir
- 1936 : Klein, aber mein
- 1937 : Gordian, der Tyrann
- 1937 : Meiseken
- 1937 : Carrousel
- 1937 : Les Sept Gifles
- 1937 : Ferngespräch mit Hamburg
- 1937 : Gabriele: eins, zwei, drei
- 1937 : Die Austernlilli
- 1937 : Ein kleiner Reinfall
- 1937 : Ruhe ist die erste Bürgerpflicht
- 1937 : Großstadtzauber
- 1937 : Der Musikfeind
- 1938 : Le Défi
- 1938 : Der Mann, der nicht nein sagen kann
- 1938 : Eine Frau kommt in die Tropen
- 1938 : La Nuit décisive
- 1938 : Spuk im Museum
- 1939 : Der Edelweißkönig
- 1939 : War es der im 3. Stock?
- 1939 : Parkstrasse 13
- 1939 : La Lutte héroïque
- 1939 : Haydns letzter Besucher
- 1939 : Maria Ilona
- 1940 : Der ungetreue Eckehart
- 1940 : Weltrekord im Seitensprung
- 1940 : Polterabend
- 1940 : Der dunkle Punkt
- 1941 : Le Président Krüger
- 1942 : La Ville dorée
- 1944 : Das kleine Hofkonzert
- 1945 : Solistin Anna Alt
- 1945 : Der Mann im Sattel
- 1951 : Eva im Frack
- 1951 : Das fremde Leben (de)